# Memphis Rogues
I Memphis Rogues furono un club calcistico statunitense attivo a Memphis dal 1978 al 1980 nella NASL. Il club giocava partite interne nel Liberty Bowl Memorial Stadium. AL termine della stagione 1980 la franchigia fu trasferita a Calgary e il club cambiò il nome in Calgary Boomers.

## Storia
(Rogues fight song)
A metà degli anni settanta due imprenditori appassionati di calcio, Harry Mangurian (proprietario di un ippodromo in Florida) e Beau Rogers (co-proprietario e General Manager dei Tampa Bay Rowdies) decisero di fondare un proprio team. Mangurian e Rogers esaminarono diverse località nel sud degli Stati Uniti, prima di decidere di stabilirsi a Memphis nel Tennessee. Il nome Rogues deriva in parte dall'allusione ai Rowdies, e in parte al desiderio di avere un elefante come mascotte.
L'avventura del club fu sfortunata sin dalla scelta del primo allenatore, Malcolm Allison, proveniente dal Galatasaray. Allison non riuscì a completare l'ingaggio di un numero sufficiente di giocatori e venne allontanato prima dell'inizio della stagione. Al suo posto venne chiamata l'ex star del Chelsea Eddie McCreadie. La stagione fu comunque deludente, i Rogues si piazzarono solo terzi nella divisione fallendo l'accesso ai playoff e anche l'affluenza di pubblico non fu alta quanto sperato (8.708 spettatori in media, solo diciassettesima come numero di spettatori fra le 24 squadre della lega).
La seconda stagione del club fu interrotta da uno sciopero dei giocatori, che costrinse McCreadie a tornare in campo da giocatore. A fine stagione il club fece peggio dell'anno precedente sia sul campo, arrivando ultimo, sia al box office (7.137 spettatori di media).
Nell'inverno del 1979 si giocò la prima edizione del torneo indoor della NASL, in cui finalmente i Rogues riuscirono ad ottenere un piazzamento di rilievo, vincendo il titolo di divisione e venendo sconfitti ai playoff in finale dai Tampa Bay Rowdies.
Nonostante finalmente iniziassero ad arrivare i risultati, Mangurian e Rogers nel 1980 decisero di cedere la squadra ad Avron Fogelman, già proprietario di un club di baseball della Minor League con base a Memphis, e in seguito proprietario di una quota dei Kansas City Royals. L'affluenza del pubblico aumentò, toccando una media di 9.864 spettatori a partita, ma i risultati sul campo continuarono ad essere deludenti, nonostante il nuovo allenatore Charlie Cooke.
Nel 1981 Fogelman decise di abbandonare l'investimento e per ripianare le perdite vendette il club a Nelson Skalbania, uomo d'affari canadese che trasferì la franchigia a Calgary, in Canada.

## Cronistoria
| Stagione | NASL | NASL Indoor | U.S. Cup | Affluenza media |
| -------- | ---- | ----------- | -------- | --------------- |
| 1978     | n.q. | -           | -        | 8.708           |
| 1979     | n.q. | -           | -        | 7.137           |
| 1979/80  | -    | Finalista   |          | -               |
| 1980     | n.q. | -           | n.p.     | 9.864           |

### Titoli
- NASL Indoor
  - Divisioni vinte: 1 (Western Division 1979-80)

### Allenatori
- Malcolm Allison (1978)
- Eddie McCreadie (1978-1979)
- Charlie Cooke (1980)